# سیارک ۲۷۴۹
سیارک ۲۷۴۹ (به انگلیسی: 2749 Walterhorn، نامگذاری:1937TD) دو هزار و هفتصد و چهل و نهمین سیارک کشف شده‌است که در ۱۱ اکتبر ۱۹۳۷ و در هایدلبرگ کشف شد.
قدر مطلق سیارک برابر ۱۲٫۱۰ است.